# Vallkärratorn-Stångby
Vallkärratorn-Stångby är en stadsdel i Lunds kommun. Den innefattar tätorten Stångby och småorten Vallkärra, och är alltså inte en del av Lunds tätort.
Stadsdelen hade 2009 1.725 invånare, jämfört med 1.127 år 2004. Medelinkomsten var 2003 290.200 kronor per person och år, jämfört med 227.100 i hela kommunen.